# Bairols
Bairols település Franciaországban, Alpes-Maritimes megyében. Lakosainak száma 133 fő (2022. január 1.). Bairols Clans, Ilonse, Marie, Massoins és Tournefort községekkel határos.

## Népesség
A település népességének változása:
| Lakosok száma | 37   | 38   | 73   | 103  | 107  | 105  | 105  | 109  | 116  | 133  |
|               | 1968 | 1982 | 1990 | 2006 | 2013 | 2015 | 2017 | 2019 | 2020 | 2022 |